# Joseph Gonzales (labdarúgó)
Joseph Gonzalez (Béni Saf, Algéria, 1907. február 19. – Aubagne, 1984. június 26.) francia válogatott labdarúgó, edző.

## Sikerei, díjai
- Olympique Marseille
  - Francia első osztály bajnoka: 1936-37
  - Francia kupa: 1938, 1943